# Burrito Loco
Burrito Loco (česky: Bláznivý/Bujný/Skákající oslík) je síť českých restaurací s rychlým občerstvením, zaměřuje se na mexickou kuchyni. Zakladatelem je Američan žijící v Česku Glenn Spicker. Spolu s jeho obchodním partnerem Scottem Kellym otevřeli svou první provozovnu v roce 2012 v ulici Masná na Starém Městě. Na rozdíl od jiných řetězců mají restaurace Burrito Loco otevřeno nonstop. Aktuálně (2019) společnost provozuje celkem 11 restaurací, z toho 10 v Praze a jednu v Plzni.